# Dola (Gabon)
Pour les articles homonymes, voir Dola.
Le département de la Dola, qui tire son nom de la rivière Dola (un affluent de la rivière Ngounié), est une division administrative de la province de la Ngounié dans le sud du Gabon. Il est frontalier du République du Congo. Il a pour chef-lieu la ville de Ndendé.

## Histoire
La présence des colons français dans le département de la Dola remonterait à 1913. Ils se seraient installés à Ndendé qui fut érigée cette année en Poste de contrôle administratif (PCA) dirigé par Bernard Lacombe, commandant d’un détachement militaire français. Il fut ainsi le premier administrateur de cette localité.

## Géographie

### Physique géologique
Le département est situé dans une zone de savane vallonnée, cernée par le massif du Chaillu et les monts Mayombe.

### Population
Il compte environ 8 000 habitants appartenant à deux ethnies principales, les Punu et les Nzebi. Toutefois on note la présence d'autres composantes ethniques et d'autres nationalités. Sa situation de département frontalier en fait un lieu naturel de brassage de populations gabonaises et congolaises dont les familles et les clans se retrouvent des deux côtés de la frontière.

### Économie
Grâce à sa dizaine de grottes, ses nombreux lacs, son abondante faune et sa flore diversifiée, le département de la Dola offre d'importantes potentialités touristiques. L'activité commerciale y est également développée même si les populations s'adonnent encore massivement aux cultures vivrières, à la pêche et à la chasse.
Le département bénéficie de l'implantation de plusieurs administrations dont la Documentation, la Gendarmerie (qui gère le poste frontière), la Poste, le Trésor, la santé, l’Éducation, l’Agriculture, le service Social, les Eaux et Forêts, les Travaux publics, la SEEG, les collectivités locales ainsi que quelques opérateurs économiques.

## Politique
Le département de la Dola est administré par un conseil départemental de 15 membres élus pour 5 ans au suffrage universel direct. Le conseil départemental est dominé par les élus de l'Union du peuple gabonais (UPG).
Le département a été représenté au parlement, de 1996 à 2011, par un député, Pierre Mamboundou, décédé le 15 octobre 2011), et un sénateur élu au suffrage universel indirect, en 2014, Dimeima Kombila Itsitsa.

## Légendes et mythes
La sirène Ipeti, génie femelle, vit dans la Dola. Des légendes racontent ses combats épiques contre d'autres génies pour protéger les ressortissants de la Dola envers lesquelles elle se serait toujours montrée généreuse et protectrice. Elle est le symbole protecteur du département. Elle inspire crainte et respect aux habitants, surtout quand ils passent la rivière. Pour lui rendre hommage, les riverains de la Dola jettent des pièces de monnaie dans la rivière et y versent des boissons alcoolisées.

## Personnalités originaires du département de la Dola
- Paul Marie Yembit, premier vice-président du Gabon
- Pierre Mamboundou  Mamboundou†, député, leader de l'Union du peuple gabonais (UPG)
- Louis Barthelemy Mapangou, Directeur Général de la radio panafricaine Africa n°1
- Jean Félix Mouloungui, ministre des PME/PMI du Gabon
- Mapangou Moukagni Muetsa, ancien député et leader de l'Association pour le socialisme au Gabon
- Jacques Koumba de Langlade, président du conseil départemental